# Beatrice Callegari
Beatrice Callegari (Castelfranco Veneto, 20 dicembre 1991) è una nuotatrice artistica italiana.

## Carriera
Callegari ha debuttato in ambito internazionale partecipando nel 2006 alla coppa COMEN nella gara a squadre e nel combinato. L'anno dopo ha anche preso parte agli Europei giovanili di nuoto sincronizzato disputati a Calella, ottenendo il quarto posto nel combinato e il quinto posto nella gara a squadre. Ai successivi Europei giovanili del 2008, ospitati ad Angers in Francia, ha mancato nuovamente il podio con un doppio quarto posto sempre nel combinato e nella gara a squadre.
La sua carriera senior è iniziata con gli Europei di Budapest 2010, dove si è classificata al quarto posto con la gara a squadre. La sua prima medaglia è arrivata con il bronzo vinto agli Europei di Eindhoven 2012 nel combinato. Due anni più tardi, agli Europei di Berlino 2014, ha nuovamente vinto il bronzo nel combinato. Ha rappresentato l'Italia alle Olimpiadi di Rio de Janeiro 2016 piazzandosi al quinto posto con la squadra azzurra.
Beatrice Callegari ha fatto parte della squadra italiana che ai Mondiali di Gwangju 2019 ha conquistato la prima storica medaglia iridata a squadre classificandosi seconda nell'highlight, routine di nuova introduzione nei campionati, dietro l'Ucraina e davanti alla Spagna.

## Palmarès
- Mondiali

Gwangju 2019: argento nell'highlight.
- Europei

Eindhoven 2012: bronzo nel libero combinato.
Berlino 2014: bronzo nel libero combinato.
Londra 2016: argento nella gara a squadre (programma libero), bronzo nella gara a squadre (programma tecnico) e nel libero combinato.
Glasgow 2018: argento nel libero combinato, bronzo nella gara a squadre (programma tecnico e libero).